# Delnice
Delnice város és község Horvátországban, a Tengermellék-Hegyvidék megyében. Közigazgatásilag Bela Vodica, Belo, Biljevina, Brod na Kupi, Crni Lug, Čedanj, Dedin, Donja Krašićevica, Donje Tihovo, Donji Ložac, Donji Okrug, Donji Turni, Gašparci, Golik, Gornja Krašićevica, Gornje Tihovo, Gornji Ložac, Gornji Okrug, Gornji Turni, Grbajel, Guče Selo, Gusti Laz, Hrvatsko, Iševnica, Kalić, Kočičin, Krivac, Kupa, Kuželj, Leska, Lučice, Mala Lešnica, Malo Selo, Marija Trošt, Plajzi, Podgora Turkovska, Požar, Radočaj Brodski, Raskrižje Tihovo, Razloge, Razloški Okrug, Sedalce, Srednja Krašićevica, Suhor, Ševalj, Turke, Vela Voda, Velika Lešnica, Zagolik, Zakrajc Turkovski, Zalesina, Zamost Brodski, Zapolje Brodsko és Zelin Crnoluški települések tartoznak hozzá.

## Fekvése
Fiumétól 30 km-re keletre, a horvát Hegyvidék középső részén, az A6-os autópálya mellett fekszik.

## Története
A Delnicéről szóló legrégibb történeti adat a Hegyvidék birtokosával a Frangepán család vámszedési jogával kapcsolatos. Első írásos említése a szábor 1482. február 24-én kiadott oklevelében történt, melyben a birtokon átutazó zágrábi kereskedők által fizetendő harmincadvámról rendelkezik. Itt vezetett át ugyanis a Szávamentét a Tengermellékkel összekötő fontos kereskedelmi út. Első lakói a mai Lučice vidékétől délre letelepedett, kizárólag ča nyelvjárásúak voltak. A török az egyre szaporodó támadások során többször kirabolta és felégette a hegyvidéki településeket, így Delnicét is. Miután javait nem sikerült megvédeni a lakosság nagy része a biztonságosabb szlovéniai Kranjska vidékére, kisebb része a Kulpához közeli völgyekbe menekült. A török veszély megszűntével a 17. században a Zrínyiek čabari, brodi és gerovoi birtokaikról telepítették ide jobbágyaikat. Ezzel egyidejűleg a korábban elmenekült lakosság leszármazottai közül is sokan visszatértek. Az újonnan telepített Delnice azonban nem a régi helyén, hanem lejjebb a Brod na Kupi felé vezető út mellett létesült, ahol nagyobb áruforgalom zajlott. Ekkor alapították katolikus plébániáját is. Plébániatemplomát már a 17. században említik, a mai templom 1829-ben épült. Az új lakosság betelepülésével a régi ča nyelvjárás helyett a kaj nyelvjárás került többségbe és a nyelvjárás határa is délebbre tolódott. A Delnica környéki termékeny hegyvidéki mezők a forgalom növekedésével fokozatosan újraéledtek. Később a lakosság a fafeldolgozásban találta meg fő kereseti forrását. A város fejlődését a Wesselényi-féle összeesküvés lelepleződése akasztotta meg. A Frangepánok és Zrínyiek birtokait Herberstein generális katonái prédálták fel, majd a bécsi kamara igazgatása alá kerültek. A Karolina út megépülése, mely 1811-be fejeződött be új lendületet adott a fejlődésnek. Ekkor lett Delnice újra a régió központja. Intenzívvé vált a fafeldolgozás, a földművelés és állattartás, a kisipar. 1836-ban megnyílt a település első iskolája. A sajátságos delnicei népviselet 19. század második felére alakult ki.
1865-ben megépült a Károlyvárosba menő vasútvonal, mely a Karolina és Lujziana utak kereskedelmi forgalmának visszaesésével járt. A lakosság megélhetési forrásai ettől fogva lényegesen beszűkültek. A nélkülözést súlyosbította az 1867-ben kitört tűzvész, melyben 39 lakóház és gazdasági épület semmisült meg. 1873-ban a Fiuméba menő vasútvonal elkészültével ismét kezdett visszatérni az élet a településre. Sokan találtak munkát az Ogulintól Fiuméig húzódó vonalon. Fellendült a fafeldolgozás, a földművelés és állattenyésztés. 1874-ben olvasókör alakult a településen, 1885-ben megalapították a “Danica” tamburazenekart és vele egy időben a “Frankopan” énekkart. A településnek 1857-ben 2315, 1910-ben 3071 lakosa volt. A trianoni békeszerződésig Modrus-Fiume vármegye Delnicei járásának székhelye volt. A kulturális és művészeti egyesületet (KUD Delnice) 1974-ben alapították. 2011-ben a városnak 4351, a községnek összesen 5921 lakosa volt.

## Lakosság

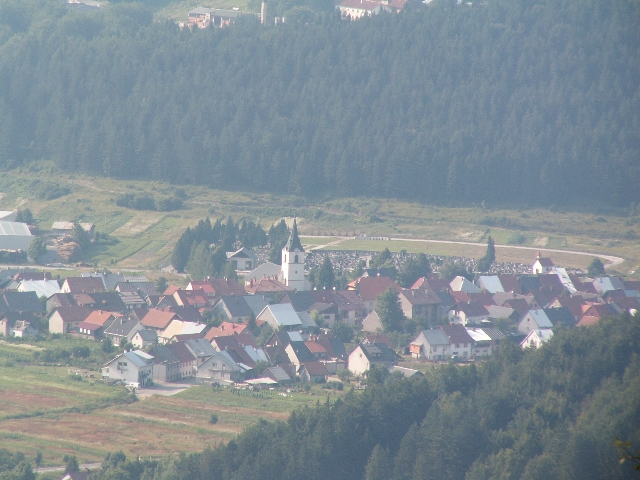
Delnice látképe

| Lakosság változása | Lakosság változása | Lakosság változása | Lakosság változása | Lakosság változása | Lakosság változása | Lakosság változása | Lakosság változása | Lakosság változása | Lakosság változása | Lakosság változása | Lakosság változása | Lakosság változása | Lakosság változása | Lakosság változása | Lakosság változása |
| ------------------ | ------------------ | ------------------ | ------------------ | ------------------ | ------------------ | ------------------ | ------------------ | ------------------ | ------------------ | ------------------ | ------------------ | ------------------ | ------------------ | ------------------ | ------------------ |
| 1857               | 1869               | 1880               | 1890               | 1900               | 1910               | 1921               | 1931               | 1948               | 1953               | 1961               | 1971               | 1981               | 1991               | 2001               | 2011               |
| 2315               | 2453               | 2544               | 2544               | 2840               | 3071               | 3298               | 3123               | 3149               | 3840               | 4042               | 4308               | 4351               | 4696               | 4451               | 4351               |

## Nevezetességei
- Keresztelő Szent János tiszteletére szentelt plébániatemploma 1825 és 1829 között épült késő barokk stílusban. Háromhajós épület sokszög záródású szentéllyel. Harangtornya a bejárati homlokzat előtt áll.[5]
- A Kálvárián álló Szent Kereszt kápolna építéséről nincsenek adatok. Mindenképpen nagyon régi épület, lehet hogy a régi plébániatemplommal egy időben (17. század) építették. Története során többször megújították, a 19. században teljesen átépítették. 1861-ben új oltárt kapott, 1907-ben berendezését újították meg, előtte három keresztet állítottak fel. 1990-ben és 2001-ben megújították.[6]
- Védett épület a Supilova 94. szám alatti régi lakóház,[7] mely Delnice népi építészetének egyik utolsó példája. Valószínűleg a 19. század közepén épült, ennek ellenére az építési módszer és az alaprajz megfelel a korábbi időszak építészeti elveinek. Kőalapzatra épült, túlnyomórészt fából készült, hagyományos sarokképzéssel. A kétszobás, kontytetővel rendelkező, fazsindelyes épületet gazdasági rész köti össze. A bejárati terület nyitott mennyezetű tér tűzhellyel, míg a szobát mennyezet fedi. Oromzata sz utca felé néz. A 20. század 70-es évei óta a 19. század végéről és a 20. század elejéről származó, jellegzetes népi bútorokból álló gyűjteményt mutatnak be az épületben.
- A delnicei nyelvjárás a hegyvidéki kaj nyelvjárás sajátságos helyi formája, csak Delnice területén használatos.[8]
- A településnek egyedülálló népviselete van, melyen a fehér szín dominál. Ezt a nőknél piros, kék, vagy zöld apró virágmintás kötény, 6–7 cm széles szőtt gyapjú öv és zöld narancssárga színű nyaklánc egészíti ki. Fejkendőjük a köténnyel harmonizál. A férfiak öltözete kevéssé pompás, a fehér inghez fekete mellényt és nadrágot, valamint kalapot hordanak.[9]